# العلاقات المغربية الجامايكية
العلاقات المغربية الجامايكية هي العلاقات الثنائية التي تجمع بين المغرب وجامايكا.

## تاريخ
في 14 سبتمبر 2016، سحبت جامايكا رسمياً اعترافها بجبهة البوليساريو، ودعمت مغربية الصحراء، والوحدة الترابية للمغرب.

## مقارنة بين البلدين
هذه مقارنة عامة ومرجعية للدولتين:
| وجه المقارنة                                              | المغرب                                 | جامايكا       |
| --------------------------------------------------------- | -------------------------------------- | ------------- |
| المساحة (كم2)                                             | 710.85 ألف                             | 10.99 ألف     |
| عدد السكان (نسمة)                                         | 36.07 مليون                            | 2.95 مليون    |
| الكثافة السكانية (ن./كم²)                                 | 50.74                                  | 268.43        |
| العاصمة                                                   | الرباط                                 | كينغستون      |
| اللغة الرسمية                                             | اللغة العربية، أمازيغية معيارية مغربية | لغة إنجليزية  |
| العملة                                                    | درهم مغربي                             | دولار جامايكي |
| الناتج المحلي الإجمالي (بليون دولار)                      | 109.14 مليار                           | 14.77 مليار   |
| الناتج المحلي الإجمالي (تعادل القوة الشرائية) بليون دولار | 274.06 مليار                           | 24.79 مليار   |
| الناتج المحلي الإجمالي الاسمي للفرد دولار أمريكي          | 2.88 ألف                               | 5.23 ألف      |
| الناتج المحلي الإجمالي للفرد دولار أمريكي                 | 7.49 ألف                               | 8.88 ألف      |
| مؤشر التنمية البشرية                                      | 0.628                                  | 0.719         |
| رمز المكالمات الدولي                                      | +212                                   | +1876         |
| رمز الإنترنت                                              | .ma                                    | .jm           |
| المنطقة الزمنية                                           | ت ع م+01:00                            | 00            |

## منظمات دولية مشتركة
يشترك البلدان في عضوية مجموعة من المنظمات الدولية، منها:
| علم المنظمة | اسم المنظمة                               | تاريخ انضمام المغرب | تاريخ انضمام جامايكا |
| ----------- | ----------------------------------------- | ------------------- | -------------------- |
|             | يونسكو                                    | 7 نوفمبر 1956       | 7 نوفمبر 1962        |
|             | وكالة ضمان الاستثمار متعدد الأطراف        | 17 سبتمبر 1992      | 12 أبريل 1988        |
|             | الأمم المتحدة                             | 12 نوفمبر 1956      | 18 سبتمبر 1962       |
|             | الاتحاد البريدي العالمي                   | ?                   | ?                    |
|             | البنك الدولي للإنشاء والتعمير             | 25 أبريل 1958       | 21 فبراير 1963       |
|             | المنظمة الهيدروغرافية الدولية             | ?                   | ?                    |
|             | الاتحاد الدولي للاتصالات                  | 1 نوفمبر 1956       | 18 فبراير 1963       |
|             | منظمة حظر الأسلحة الكيميائية              | ?                   | ?                    |
|             | مؤسسة التمويل الدولية                     | 30 أغسطس 1962       | 31 مارس 1964         |
|             | المركز الدولي لتسوية المنازعات الاستشارية | 10 يونيو 1967       | 14 أكتوبر 1966       |
|             | منظمة التجارة العالمية                    | 1995                | ?                    |
|             | منظمة الشرطة الجنائية الدولية             | ?                   | ?                    |

## وصلات خارجية
- موقع وزارة الخارجية المغربية
- موقع وزارة الخارجية الجامايكية